# Odell Beckham Jr.
Odell Cornelious Beckham Jr. (Baton Rouge, 5 november 1992) is een Americanfootballspeler voor de Baltimore Ravens uitkomend in de National Football League (NFL). Hij speelt op de positie van wide receiver. 
Odell is geboren in Baton Rouge, Louisiana. Hij werd door de Giants in de eerste ronde gekozen van de NFL Draft 2014. Hij heeft op 19 mei 2014 zijn contract ondertekend.

## Professionele carrière
Nadat hij een groot deel van de voorbereiding heeft gemist maakte hij op 5 oktober 2014 zijn debuut tegen de Atlanta Falcons. Hij maakt die wedstrijd een touchdown. Op 23 november 2014 maakte Beckham een touchdown met één hand, wat hem de nominatie van "catch of the year" opleverde. De Giants verloren die wedstrijd wel. Het wedstrijdteneu dat Beckham aanhad kan men bewonderen in de Pro Football Hall of Fame.
Op 14 december 2014 werd Beckham de eerste rookie met ten minste twaalf gevangen ballen, 140 yards gelopen en drie touchdowns. Hier bleef het niet bij voor Beckham, hij werd door de persbureau Associated Press uitgekozen als Offensieve Rookie van het jaar. Op 31 mei 2015 werd Beckham verkozen om op de cover van het computerspel Madden NFL 2016 te staan.  Beckham is hiermee de jongste speler ooit die op de cover van Madden heeft gestaan.
Op 27 augustus 2018 verlengde de Giants het contract van Beckham met vijf jaar. Dit leverde hem een contract op van $ 95 miljoen.
Na 3 seizoenen bij de Cleveland Browns speelt Beckham anno 2023 bij de Los Angeles Rams.